# FC Edmonton
Az FC Edmonton egy megszűnt kanadai labdarúgócsapat, amelynek székhelye az Alberta állambeli Edmonton városában volt. A klub 2019 és 2022 között a kanadai első osztályban, a Canadian Premier League-ben szerepelt. Hazai mérkőzéseit az 5 100 néző befogadására alkalmas Clarke Stadionban játszotta.

## Vezetőedzők
| Név              | Évek                                     |
| ---------------- | ---------------------------------------- |
| Dwight Lodeweges | 2010. március 9. – 2010. december 3.     |
| Harry Sinkgraven | 2010. december 7. – 2012. szeptember 28. |
| Colin Miller     | 2012. november 27. – 2017. november 24.  |
| Jeff Paulus      | 2018. július 3. – 2020. szeptember 21.   |
| Alan Koch        | 2020. november 24. – 2022. november 21.  |

## További hivatkozások
- Hivatalos honlapja